# Penelope Allen
Penelope Allen, también conocida como Penny Allen, es una actriz estadounidense de cine y teatro. Igualmente se ha desempeñado como maestra de actuación. Está casada con el profesor de actuación Charlie Laughton. 

## Filmografía

### Cine y televisión
- Alice's Adventures in Wonderland (1956, Telefilme)
- Dixon of Dock Green (1957, TV) - Colegiala
- Oh! What a Lovely War (1969) - Chica del coro
- Doc (1971) - Mattie Earp
- It Ain't Easy (1972) - Jenny
- Espantapájaros (1973) - Annie
- Tarde de perros (1975) - Sylvia
- Sybil (1976, TV) - Penny
- Visions (1977, TV Series) - Señora McEvoy
- The Fitzpatricks (1978, TV) - Señora Gerardi
- The Scarlet Letter (1979, TV) - Señora Hibbins
- On the Nickel (1980) - Rose
- Resurrection (1980) - Ellie
- A Time for Miracles (1980, Telefilme) - Esposa del granjero
- Inmates: A Love Story (1981, Telefilme) - Gloria
- The Bedroom Window (1987) - Juez
- Bad Lieutenant (1992) - Doctora
- Schemes (1994)
- The Crossing Guard (1995) - Mujer en el bus
- The War at Home (1996) - Marjoree
- Looking for Richard (1997) - Elizabeth
- Hurlyburly (1998) - Limpiadora
- The Thin Red Line (1998) - Madre de Witt
- Cosby (1999, TV Series) - Prof. Murdock
- Things You Can Tell Just by Looking at Her (2000) - Nancy
- A Visit from the Sergeant Major with Unintended Consequences (2000) - Sra. White
- Three Days of Rain (2002) - Helen
- Passenger Side (2009) - Henrietta
- 37 (2014) - Wino
- Emperor of the Free World (2016) - Eurydire